# 宽叶珍珠茅
宽叶珍珠茅（学名：Scleria elata var. latior）为莎草科珍珠茅属下的一个变种。

## 扩展阅读
- 維基物種上的相關：宽叶珍珠茅